# Otto Siffling
Otto „Holz“ Siffling (* 3. August 1912 in Mannheim-Waldhof; † 20. Oktober 1939 in Mannheim) war ein deutscher Fußballspieler. Er spielte für den SV Waldhof Mannheim und die deutsche Nationalmannschaft, mit der er 1934 die Bronzemedaille bei der Weltmeisterschaft gewann. 1937 schoss er in einem Länderspiel fünf Tore und steht damit auf dem dritten Platz der Nationalspieler mit den meisten Toren in einem Spiel.

## Leben

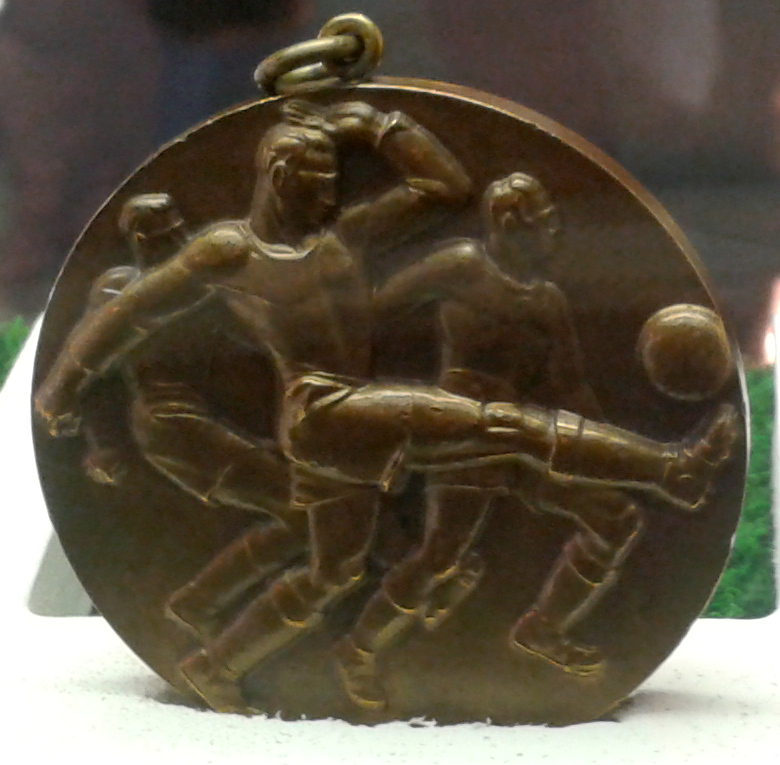
Die Bronzemedaille der WM 1934

Otto Siffling kam aus einer Mannheimer Fußballerfamilie. Seine Brüder Heinrich und Oskar sowie sein Cousin Ludwig Siffling waren allesamt aktive Spieler in den 1930er-Jahren.
Sifflings Heimatverein war der SV Waldhof Mannheim. Er trat ihm als Schüler bei und wurde im Alter von 18 Jahren in die erste Mannschaft berufen. Mit Waldhof wurde er von 1931 bis 1934 sowie 1936 und 1937 Erster im Rheinbezirk bzw. der Gauliga Baden, damals die höchste Liga im deutschen Fußball, und qualifizierte sich dadurch für den Kampf um die deutsche Meisterschaft. Der größte Erfolg gelang in der Spielzeit 1933/34 als die Mannschaft bis in das Halbfinale vorstieß und dort gegen den späteren Deutschen Meister FC Schalke 04 ausschied. Im Pokal konnte der SV Waldhof mit Siffling sogar zweimal das Halbfinale erreichen. 1935 und 1937 scheiterte der Verein jeweils an den späteren Pokalsiegern 1. FC Nürnberg bzw. FC Schalke 04.
Er war einer der ersten Spieler des Vereins, die in die Nationalmannschaft berufen wurden (zuvor gab es bereits Handball-Nationalspieler aus diesem Club). Von 1934 bis 1938 bestritt Siffling 31 Spiele für die deutsche Fußballnationalmannschaft und erzielte dabei 17 Treffer. Sein größter Erfolg war der dritte Platz bei der Weltmeisterschaft in Italien. Der damalige Trainer der Nationalmannschaft, Otto Nerz, setzte ihn im Startspiel der DFB-Elf gegen Belgien am 27. Mai 1934 ein. Die deutsche Mannschaft gewann das Spiel mit 5:2. Siffling traf einmal und wurde in allen noch folgenden WM-Spielen gegen Schweden, die Tschechoslowakei und Österreich eingesetzt. Bei den Olympischen Spielen 1936 wurde Siffling im ersten Spiel geschont und dann im Viertelfinale eingesetzt, wo Deutschland allerdings gegen Norwegen ausschied. Sein letztes Länderspiel bestritt er am 24. April 1938 in Frankfurt am Main beim 1:1 gegen Portugal.
Mit seinen zehn Toren, die er in den Länderspielen des Jahres 1937 erzielte, gehörte er zu den Spielern, die den größten Anteil am Ruhm der Breslau-Elf hatten, die in Breslau gegen Dänemark mit 8:0 gewann. Siffling erzielte innerhalb von 32 Minuten fünf Tore, er steht damit auf dem dritten Platz der Nationalspieler mit den meisten Toren in einem Spiel. Eine wesentliche taktische Variante war dabei die Position und Aufgabe von Otto Siffling in der Sturmmitte. Er spielte nicht als vorgeschobener „Keilstürmer“ in der Angriffsmitte, sondern hing zurück, lockte so den gegnerischen Stopper aus dem Abwehrzentrum und verteilte die Bälle auf die schnellen Flügel. Die aufgerissene Deckung der Dänen ermöglichte es ihm dann noch zusätzlich, selbst zum Abschluss zu kommen.
Otto Siffling starb im Alter von 27 Jahren 1939 an einer Rippenfellentzündung. Er war lange Zeit der Spieler des SV Waldhof Mannheim mit den meisten Berufungen in die Nationalmannschaft.
Seine Heimatstadt Mannheim benannte 1977 eine Straße im Stadtteil Waldhof nach ihm. Zu seinem hundertsten Geburtstag wurden die Ost-Tribüne im Carl-Benz-Stadion nach Siffling benannt und an seinem Geburtshaus in der Hubenstraße eine Gedenktafel enthüllt.